# Le Maosheng
Le Maosheng (chiń. 樂茂盛; ur. 9 sierpnia 1978) – chiński sztangista.
Dwukrotny olimpijczyk (2000, 2004), srebrny medalista olimpijski (2004), czterokrotny medalista mistrzostw świata (1997, 1999, 2002–2003), dwukrotny złoty medalista igrzysk azjatyckich (1998, 2002) oraz dwukrotny wicemistrz Azji (2000, 2004) w podnoszeniu ciężarów. Startował w wadze koguciej oraz piórkowej.

## Osiągnięcia

### Letnie igrzyska olimpijskie
- Sydney 2000 – 4. miejsce (waga piórkowa)
- Ateny 2004 –  srebrny medal (waga piórkowa)

### Mistrzostwa świata
- Chiang Mai 1997 –  srebrny medal (waga kogucia)
- Ateny 1999 –  złoty medal (waga piórkowa)
- Warszawa 2002 –  srebrny medal (waga piórkowa)
- Vancouver 2003 –  brązowy medal (waga piórkowa)

### Igrzyska azjatyckie
- Bangkok 1998 –  złoty medal (waga piórkowa)
- Pusan 2002 –  złoty medal (waga piórkowa)

### Mistrzostwa Azji
- Osaka 2000 –  srebrny medal (waga piórkowa)
- Ałmaty 2004 –  srebrny medal (waga piórkowa)

### Rekordy świata
- Ateny 23.11.1999 – 180,5 kg w podrzucie (waga piórkowa)
- Pusan 05.10.2002 – 182,5 kg w podrzucie (waga piórkowa)